# Hermann von Hillern
Hermann von Hillern (* 25. August 1817 in Karlsruhe; † 7. Dezember 1882 in Freiburg im Breisgau) war badischer Hof- und Geheimer Archivrat und Landgerichtspräsident.

## Leben
Er war eines von 16 Kindern des Justin von Hillern (1771–1851), der ebenfalls in gleicher Stellung am Hof gedient hatte. Hermann von Hillerns letzte Stellung wird als Großherzoglicher badischer Kammerherr, Kreis- und Hofgerichtsdirektor und Landgerichtspräsident beschrieben. Die protestantische Familie von Hillern stammt aus  Nürnberg, von wo Teile im 16. Jahrhundert zunächst ins Allgäu – nach Isny – auswanderten, Teile im folgenden Jahrhundert weiter nach Biberach an der Riß zogen. 1739 erfolgte dort die Erhebung in den Adelsstand.
Hermann von Hillern studierte Rechtswissenschaften an der Universität Heidelberg und schloss sich dort dem Corps Suevia an. Am 26. März 1856 wurde von Hillern Regierungsrat. Er heiratete 1857 Wilhelmine von Hillern, die daraufhin ihre Bühnenkarriere aufgab und anschließend erfolgreiche Schriftstellerin wurde. Der von Wilhelmine bald nach der Heirat geborene Sohn, dessen uneheliche Zeugung nach damaligen Maßstäben skandalös war und daher verschleiert werden sollte, starb 13 Tage nach der Geburt. Gerüchte, er sei an gezielter Unterernährung verstorben, führten zur zwangsweisen Versetzung Hermann von Hillerns nach Freiburg im Breisgau. Dort wurde er 1864 Oberstaatsanwalt, 1868 Direktor des Freiburger Kreis- und Hofgerichtes und 1879, nachdem die Kreis- und Hofgerichte in Landgerichte umgewandelt wurden, Präsident des Landgerichts Freiburg.
Aus der Ehe mit Wilhelmine von Hillern stammen drei Töchter, von denen die 1859 geborene Hermine Diemer ebenfalls Schriftstellerin wurde.
Hermann von Hillern bewegte sich in den damals sehr fortschrittlichen liberalen Kreisen und war aufs engste befreundet mit Gottfried von Dusch (1821–1891), Heinrich Goll, Karl Wielandt (1830–1914) und Adolf Kußmaul (1822–1902). Von 1870 bis 1880 besaß Hermann von Hillern ein Mandat in der Ersten Kammer der Badischen Ständeversammlung.